# Yellow Submarine (film)
Yellow Submarine (česky Žlutá ponorka) je animovaný kreslený celovečerní fantasy film z roku 1968 založený na hudbě The Beatles. Jde o název stejnojmenného zvukového alba s hudbou z filmu vydaného jako část hudebního katalogu The Beatles. Film režíroval v Kanadě narozený animátor George Dunning a vyrobily jej United Artists a King Features Syndicate. Živí Beatles se objevili jen v závěrečné scéně filmu, jejich postavy byly ve filmu mluveny jinými herci. Hlavním ilustrátorem a uměleckým vedoucím snímku byl Heinz Edelmann, rodák z Ústí nad Labem.

## Děj
Pepperland je šťastný, hudbu milující ráj pod mořem, chráněný Kapelou Klubu osamělých srdcí Seržanta Pepře, který padne pod překvapivým útokem hudbu nenávidějících Modráků. Útočníci zalepí kapelu do hudbě vzdorné bubliny, pak promění obyvatele v sochy a promění zemi na svou barvu (modrou).
Pepperlandský starosta posílá Starého Freda (kterému říká Mladý Fred) ve žluté ponorce pro pomoc. Starý Fred cestuje do Liverpoolu, kde sleduje depresivního a bezcitného Ringa a přesvědčuje ho, aby pomohl. Ringo sežene své kamarády Johna, George a konečně i Paula. Pětice cestuje zpět do Pepperlandu ve žluté ponorce.

## Přehled sedmi epizod
- Moře času
- Moře vědy
- Moře příšer
- Moře ničeho
- Moře hlav
- Moře děr
- Moře zeleně